# Schwarzer Rauhaarschnellkäfer
Der Schwarze Rauhaarschnellkäfer (Hemicrepidius niger) ist eine Art aus der Familie der Schnellkäfer.
Schwarze Rauhaarschnellkäfer werden ca. 10 bis 14,5 mm lang. Sie sind schlank gebaut und haben einfache Fühler. Fühler der ♂ etwas länger und schlanker als bei dem ähnlichen H. hirtus, die Halsschildhinterwinkel um 2–3 Glieder überragend. Der Hinterrand der Vorderbrust weist keinen Ausschnitt auf. Sowohl Schild als auch Flügeldecken sind glänzend schwarz. Die Klauen sind nicht gezähnt. Wie für die Unterfamilie Athoinae typisch, ist die Behaarung des Halsschilds nach vorn gerichtet.
Die Käfer sind in Mittel- und Nordeuropa weit verbreitet, ferner kommen sie im Kaukasus und Ostasien vor. Sie leben vorwiegend in Laubwäldern und Wiesentälern im Vorgebirgsbereich und sind dort häufig auf Blüten zu finden.
Im späten Frühjahr kommen die ersten Schwarzen Rauhaarschnellkäfer aus dem Boden, wo sie überwintert haben. Sie paaren sich im Hochsommer, und man kann sie als tagaktive Tier auch bei der Balz und Paarung auf Blüten beobachten. Die Eiablage erfolgt in den obersten Bodenschichten. Hier leben und häuten sich die bräunlichen oder rotgelben Larven bis zum Herbst mehrere Male, ehe sie eine Puppenwiege bauen, in der sie sich verpuppen und überwintern.
Die Larven von Schnellkäfern werden Drahtwürmer genannt. Diejenigen des Schwarzen Rauhaarschnellkäfers fressen Wurzeln.
Bis 1979 lautete die wissenschaftliche Bezeichnung Athous niger.